# Тифенбах (Федерзе)
Тифенбах (нем. Tiefenbach) — община в Германии, в земле Баден-Вюртемберг.
Подчиняется административному округу Тюбинген. Входит в состав района Биберах. Население составляет 525 человек (на 31 декабря 2010 года). Занимает площадь 6,95 км².